# Cardi B
Belcalis Marlenis Almánzar Cephus, plus connue sous le nom de Cardi B, née le 11 octobre 1992 à New York, est une rappeuse, chanteuse et actrice américaine. Elle doit sa célébrité dans un premier temps à la viralité de vidéos diffusées sur Vine et Instagram. De 2015 à 2017, elle apparaît série de téléréalité sur VH1 Love & Hip Hop: New York avant de débuter une carrière musicale en sortant deux mixtapes, Gangsta Bitch Music, Vol. 1 et Gangsta Bitch Music, Vol. 2, avant de signer son premier contrat avec un grand label, Atlantic Records, début 2017.mistacki
Son tout premier album studio, Invasion of Privacy (2018), a débuté en étant numéro un au Billboard 200, a battu de nombreux records de streaming, a été certifié trois fois disque de platine par la RIAA et nommé par le Billboard « meilleur album de rap féminin des années 2010 ». Acclamé par la critique, il a remporté le Grammy Award du meilleur album de rap, faisant de Cardi B la première et seule femme à remporter le prix en tant qu'artiste solo. Il contient deux singles numéro un sur le Billboard Hot 100 ; Bodak Yellow, qui a fait d'elle la deuxième rappeuse à figurer en tête du palmarès avec un single solo — après Lauryn Hill en 1998 —, et I Like It, qui fait d'elle la première rappeuse à avoir plusieurs chansons numéro un sur le classement. Sa collaboration avec Maroon 5 sur le titre Girls Like You a fait d'elle la seule rappeuse à réaliser trois singles numéro un sur le Hot 100. WAP, en collaboration avec la rappeuse américaine Megan Thee Stallion, le single principal de son deuxième album, a fait d'elle la seule artiste de rap féminin à atteindre le sommet du Billboard Hot 100 sur deux décennies (années 2010 et 2020). UP, le single suivant, a fait d'elle la seule rappeuse à atteindre plusieurs fois le sommet du Hot 100 avec des chansons en solo, et a étendu son record en tant que rappeuse avec le plus de singles numéro un sur le Hot 100 (5e numéro un).
Ses distinctions comprennent un Grammy Award, huit Billboard Music Awards, cinq Guinness World Records, cinq American Music Awards, onze BET Hip Hop Awards et deux ASCAP Songwriter of the Year award. En 2018, Time l'a inscrite sur leur liste annuelle des 100 personnes les plus influentes au monde, et en 2020, Billboard l'a honorée en tant que Femme de l'Année. 

## Biographie

### Jeunesse
Belcalis Marlenis Almánzar est née le 11 octobre 1992 à Washington Heights, Manhattan. Elle est la fille d'un père dominicain et d'une mère trinidadienne. Elle a été élevée dans le quartier d'Highbridge dans le sud du Bronx et a passé beaucoup de temps au domicile de sa grand-mère paternelle, à qui elle attribue l'origine de son « fort accent ». Belcalis a développé le nom de scène Cardi B comme une dérivation de Bacardi, une marque de rhum qui était autrefois son surnom. Cardi B est membre d'un gang des Bloods, les Mac Baller Brims, depuis l'âge de 16 ans. Cependant, elle a déclaré depuis lors qu'elle n'encouragerait personne à rejoindre un gang. Elle a ensuite étudié à la Renaissance High School, une école secondaire professionnelle sur le campus de Herbert H. Lehman High School.on baisse sur le champ
Pendant son adolescence, Cardi B était caissière dans un magasin Amish à Tribeca. Elle a ensuite commencé à faire du strip-tease dès l'âge de 19 ans. Après avoir été licenciée du supermarché, elle a reçu de son ancien manager le conseil de travailler dans un club de strip-tease. Cardi B a déclaré que devenir strip-teaseuse a eu un effet positif sur sa vie pour différentes raisons : « Cela m'a vraiment sauvée de beaucoup de choses. Quand j'ai commencé à faire du strip-tease, je suis retournée à l'école ». Elle a également déclaré qu'elle était devenue strip-teaseuse afin d'échapper à la pauvreté et à la violence conjugale après avoir été hébergée par son petit ami violent lorsque sa mère lui a dit de quitter la maison à ses 18 ans. Enfin, faire ce métier était son seul moyen de gagner suffisamment d'argent pour échapper à sa situation en poursuivant des études,,. Elle a ensuite intégré l'université Borough of Manhattan Community College avant d'abandonner, n'ayant pas le temps d'étudier et de travailler en même temps. Pendant qu'elle était strip-teaseuse, Cardi B mentait à sa mère en lui faisant croire qu'elle gagnait de l'argent en faisant du babysitting.
Cardi B apparaît en vixen (figurante) dans des clips de rap, notamment pour 50 Cent, French Montana et Pusha T,.

### Carrière

#### 2015-2016: le début de sa carrière
En 2015, Cardi B a rejoint le casting de la série de téléréalité VH1 Love & Hip Hop : New York, où elle apparaît lors des saisons 6 et 7. Jezebel la considérait comme la vedette de la sixième saison de l'émission. Les sixième et septième saisons montrent son ascension vers la célébrité et sa relation turbulente avec son fiancé incarcéré. Le 30 décembre 2016, après deux saisons, elle annonce qu'elle quitterait l'émission pour poursuivre une carrière dans la musique.
En novembre 2015, Cardi B fait ses débuts musicaux sur le remix du chanteur jamaïcain de fusion reggae, Shaggy sur son single Boom Boom, aux côtés de son compatriote jamaïcain dancehall Popcaan. Elle apparaît dans son premier clip vidéo le 15 décembre 2015, avec la chanson Cheap Ass Weave, son interprétation du Queen's Speech 4 de la rappeuse britannique Lady Leshurr,. Le 7 mars 2016, Cardi B a sorti son premier long projet, une mixtape intitulée Gangsta Bitch Music, Vol. 1,. En novembre 2016, elle figure sur la couverture numérique du magazine Vibe,. Le 12 septembre 2016, KSR Group a publié la compilation Underestimated: The Album, qui est une collaboration entre les artistes du groupe KSR : Cardi B, HoodCelebrityy, SwiftOnDemand, Cashflow Harlem et Josh X. Il n'était auparavant diffusé qu'aux spectateurs de leur tournée américaine. L'artiste phare du groupe KSR, Cardi B, a déclaré : « Je voulais faire une chanson qui ferait danser, twerker les filles et en même temps les encourager à aller chercher ce Shmoney », en ce qui concerne le single de la compilation, What a Girl Likes.
Elle est apparue dans l'épisode du 9 décembre 2015 de Uncommon Sense with Charlamagne tha God. Le 6 avril 2016, elle était l'invité de l'émission Kocktails avec Khloé de Khloé Kardashian. Dans cet épisode, elle a révélé comment elle avait dit à sa mère qu'elle était strip-teaseuse,. En novembre 2016, il a été annoncé qu'elle rejoindrait le casting de la série de BET Being Mary Jane. TVLine décrit son personnage, Mercedes, comme « une beauté à toute épreuve avec une méga coiffure, de gros seins et de grosses fesses pour correspondre à sa personnalité surdimensionnée et dure comme une pierre »,,.
En 2016, Cardi B a collaboré avec Romantic Depot, une grande chaîne de magasins de lingerie de New York. La campagne publicitaire a été diffusée à la radio et à la télévision. Le NY Post en a fait mention dans un article sur « l'ascension fulgurante de Cardi B de strip-teaseuse à superstar » en avril 2018.

#### 2017-2018: révélation internationale avecInvasion of Privacy
Le 20 janvier 2017, Cardi B a sorti sa deuxième mixtape, Gangsta Bitch Music, Vol. 2,. En février 2017, Cardi B s'est associée à MAC Cosmetics et à Gypsy Sport de Rio Uribe pour un événement de la Fashion Week de New York. Fin février, Cardi B signe son premier contrat avec un label majeur, Atlantic Records,. Le 25 février 2017, Cardi B était en première partie de la tournée Filthy America ... It's Beautiful du groupe de hip hop The Lox, aux côtés des autres rappeuses de New York, Lil' Kim et Remy Ma. En avril 2017, elle a figuré dans la vidéo A-Z of Music d'i-D sponsorisée par Marc Jacobs. Cardi a également invité dans l'émission de célébrités Hip Hop Squares, apparaissant dans les épisodes du 13 mars et du 3 avril 2017.
En mai 2017, les nommés pour les BET Awards 2017 ont été annoncés, révélant que Cardi B avait été nommée pour les catégories de « meilleur nouvel artiste » et « meilleure artiste féminine de hip-hop », à égalité avec DJ Khaled et Kendrick Lamar pour le plus de nominations avec neuf d'entre elles, Bien qu'elle n'ait remporté aucun prix, perdant respectivement contre Chance the Rapper et Remy Ma, Cardi B s'est produite au à l'Afterparty des BET Awards. Le 11 juin 2017, lors du festival annuel de musique Summer Jam de Hot 97, Remy Ma a fait venir sur scène Cardi B, ainsi que The Lady of Rage, MC Lyte, Young M.A, Monie Love, Lil' Kim et Queen Latifah, pour célébrer les rappeuses et interprètent le single U.N.I.T.Y. de Latifah sur l'autonomisation des femmes,. En juin 2017, il a été annoncé que Cardi B serait sur la couverture de The Fader pour juillet / août 2017. Elle s'est produite au MoMA PS1 le 19 août devant une foule de 4 000 personnes.
Le 16 juin 2017, Atlantic Records a sorti le tout premier single commercial de Cardi B, Bodak Yellow, via une distribution numérique. Elle a chanté le single sur The Wendy Williams Show et Jimmy Kimmel Live!. La chanson a grimpé les charts pendant plusieurs mois et, sur le palmarès du Billboard Hot 100 daté du 25 septembre 2017, Bodak Yellow atteint la première place, faisant de Cardi B la première rappeuse à le faire avec un single solo depuis Lauryn Hill. Doo Wop (That Thing) en 1998. La chanson est restée au sommet pendant trois semaines consécutives, à égalité avec Look What You Made Me Do de la chanteuse pop américaine Taylor Swift en tant que femme restant le plus longtemps à la première place en 2017,. Cardi B est devenu la première personne d'origine dominicaine à atteindre la place numéro une de l'histoire du Hot 100 depuis son lancement en 1958. Un rédacteur en chef du New York Times l'a décrit comme « l'hymne du rap de l'été ». Sélectionnée par le Washington Post et Pitchfork comme la meilleure chanson de 2017, Bodak Yellow a été certifiée disque de diamand par la Recording Industry Association of America (RIAA). La chanson a reçu des nominations pour « la meilleure performance rap » et « la meilleure chanson rap » aux 60th Grammy Awards. Il a remporté le prix du single de l'année aux BET Hip Hop Awards 2017.
Avec ses collaborations No Limit et MotorSport, elle est devenue la deuxième artiste féminine et la troisième artiste de tous les temps à avoir ses trois premières entrées du Hot 100, dans le top 10 simultanément, après The Beatles (1964) et Ashanti en (2002) et la première artiste féminine à réaliser la même chose sur le Hot R & B. Elle a également été la quinzième artiste à placer simultanément trois chansons et la cinquième femme. En octobre 2017, Cardi B a été la tête d'affiche du festival annuel Powerhouse, aux côtés de The Weeknd, Migos et Lil Uzi Vert, au Barclays Center de Brooklyn, New York. En décembre, elle sort deux chansons: une collaboration avec le chanteur portoricain Ozuna intitulée La Modelo et Bartier Cardi, le deuxième single de son premier album, qui fait ses débuts à la 14e place, donnant à l'artiste son 4e top 15, consécutif et simultané.

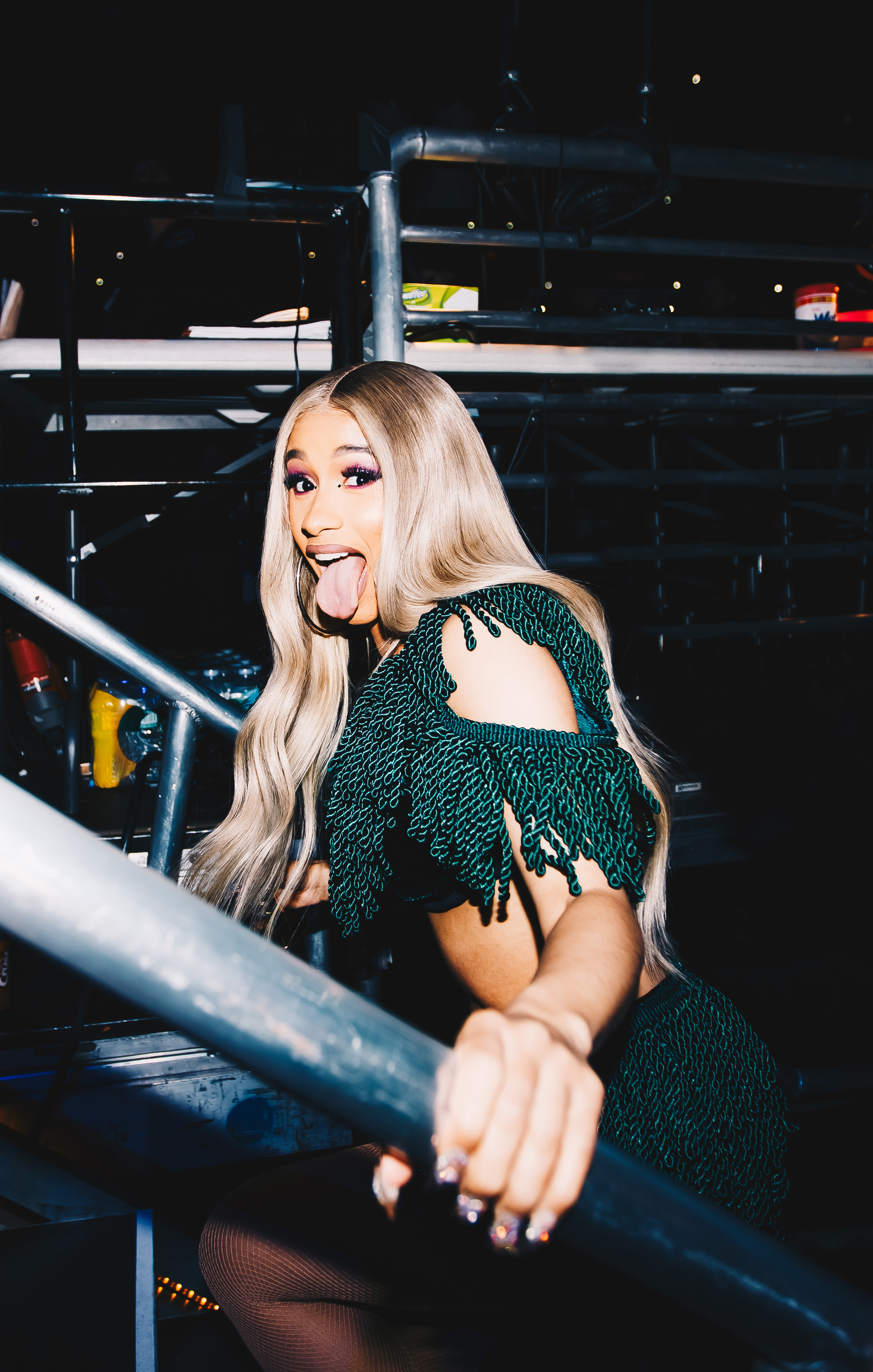
Cardi dans les coulisses du Jingle Ball 2018.

Le 3 janvier 2018, Cardi B était en featuring sur la remix de Bruno Mars, Finesse, et est également apparu dans la vidéo inspirée des années 1990. La chanson a atteint la 3e place du Hot 100. Cardi est ainsi devenue la première femme de l'histoire à avoir trois chansons dans le top 10 simultanément pendant trois semaines. Le 18 janvier 2018, Cardi B est devenue la première femme à avoir simultanément cinq singles dans le top 10 du Billboard Hot R & B / Hip-Hop Songs. Le 11 mars, après avoir reçu le prix du meilleur nouvel artiste aux iHeartRadio Music Awards, Cardi annonce que son premier album sortirait en avril, lors d'un discours, après avoir gagné un prix, où elle remercie ses haters. Elle sort un autre single, Be Careful, le 30 mars 2018, une semaine avant la sortie de son album.
Son premier album studio, Invasion of Privacy, est sorti le 6 avril 2018, acclamé unanimement par la critique musicale,. Les rédacteurs de Variety et du New York Times l'ont qualifié respectivement de « l'un des débuts les plus puissants de ce millénaire » et « d'un album hip-hop qui ne ressemble à aucun de ses pairs temporels »,. L'album est entré à la place numéro une aux États-Unis, alors qu'elle est devenue la première artiste féminine à avoir 13 entrées simultanément sur le Billboard Hot 100, sur la semaine du 21 avril. Il est également devenu l'album le plus écouté d'une artiste féminine en une seule semaine sur Apple Music et le record de streaming audio à la demande jamais réalisée par un album d'une artiste féminine. Cardi détenait ce dernier record jusqu'en 2019. Le titre de l'album reflète les sentiments de Cardi B, alors qu'elle gagnait en popularité, sa vie privée étant envahie de diverses manières. Après la sortie de l'album, lors d'une performance sur le Saturday Night Live, Cardi B a officiellement annoncé sa grossesse, après de nombreuses spéculations médiatiques. Elle a également coprésenté un épisode de The Tonight Show avec Jimmy Fallon.
Quelques mois plus tard, en juillet 2018, le quatrième single de l'album, I Like It, en présence de Bad Bunny et J Balvin, a atteint la première place sur le Hot 100 ; cela a marqué son deuxième numéro un sur le classement, faisant d'elle la première rappeuse à atteindre plusieurs fois le sommet. Il a reçu des éloges de la critique, Rolling Stone la nommant « la meilleure chanson d'été de tous les temps » en 2020. Sa collaboration avec Maroon 5 sur le titre Girls Like You, a également atteint le numéro un du classement Hot 100, étendant son record parmi les rappeuses et faisant d'elle la sixième artiste féminine à avoir trois singles numéro un sur le classement pendant les années 2010. Le clip de la chanson a reçu plus de 3 milliards de vues sur YouTube, ce qui en fait la vidéo la plus vue de 2018 et la cinquième chanson la plus vendue de l'année dans le monde. Avec Girls Like You succédant à I Like It en haut du palmarès Billboard Radio Songs, Cardi B est devenue la première rappeuse à se remplacer au premier rang de ce palmarès. Le single a passé sept semaines au sommet du Hot 100, faisant de Cardi B la rappeuse avec le plus de semaines cumulées au sommet du classement, avec onze semaines (en 2018). La chanson a passé 33 semaines dans le top 10, égalisant à la fois Shape of You d'Ed Sheeran et Sunflower de Post Malone et Swae Lee pour avoir passé le plus de temps dans le top 10 à l'époque,. En octobre 2018, Invasion of Privacy a été certifié deux fois disque de platine par la RIAA, et trois fois disque de platine l'année suivante. Avec les treize titres, elle est devenue la première artiste féminine à avoir toutes les chansons d'un album certifiées or ou plus aux États-Unis.
Cardi B a reçu le plus de nominations aux MTV Video Music Awards 2018 avec douze nominations, y compris pour la vidéo de l'année, remportant trois prix. Elle a également égalé Drake pour le plus de nominations aux American Music Awards 2018. Elle a remporté trois AMA et a chanté lors de la cérémonie. Son single Money lui a valu son quatrième Video Music Award pour le clip où elle dépeint une statue dans une vitrine. Sa collaboration avec DJ Snake « Taki Taki » a dominé les classements dans un certain nombre de pays hispaniques, a fait de Cardi B la première rappeuse à figurer en tête du palmarès Spotify Global 50 et a recueilli plus de 2,1 milliards de vues. Les deux singles ont été certifiés plusieurs fois platine par la RIAA. People en Español l'a nommée Star de l'année et Entertainment Weekly l'a considérée comme "un phénomène de la culture pop", alors qu'elle a été nommée « Artiste de l'année 2018 ».
Le 30 novembre 2018, Cardi B a été honoré au Ebène annuel Power 100 Gala. Cardi s'est classée cinquième dans le palmarès des meilleurs artistes du Billboard Year-End de 2018, tandis que Invasion of Privacy s'est classée sixième. Elle a réalisé l'album le plus écouté de l'année d'une artiste féminine dans le monde sur Apple Music et s'est classée comme l'artiste féminine la plus écoutée de l'année aux États-Unis sur Spotify . Le personnel éditorial d'Apple Music et de Billboard a nommé I Like It la meilleure chanson de 2018 tandis que le magazine Time et Rolling Stone ont nommé Invasion of Privacy le meilleur album de l'année. Toujours en 2018, Time l'a inclus dans leur liste annuelle des cent personnes les plus influentes au monde. Dans son article de revue de fin de décennie, NME a déclaré que cette période avait sécurisé «sa couronne de nouvelle « Reine du Rap ».

#### 2019–présent: deuxième album, Grammy,Queens, Fast&FuriousetRhythm + Flow

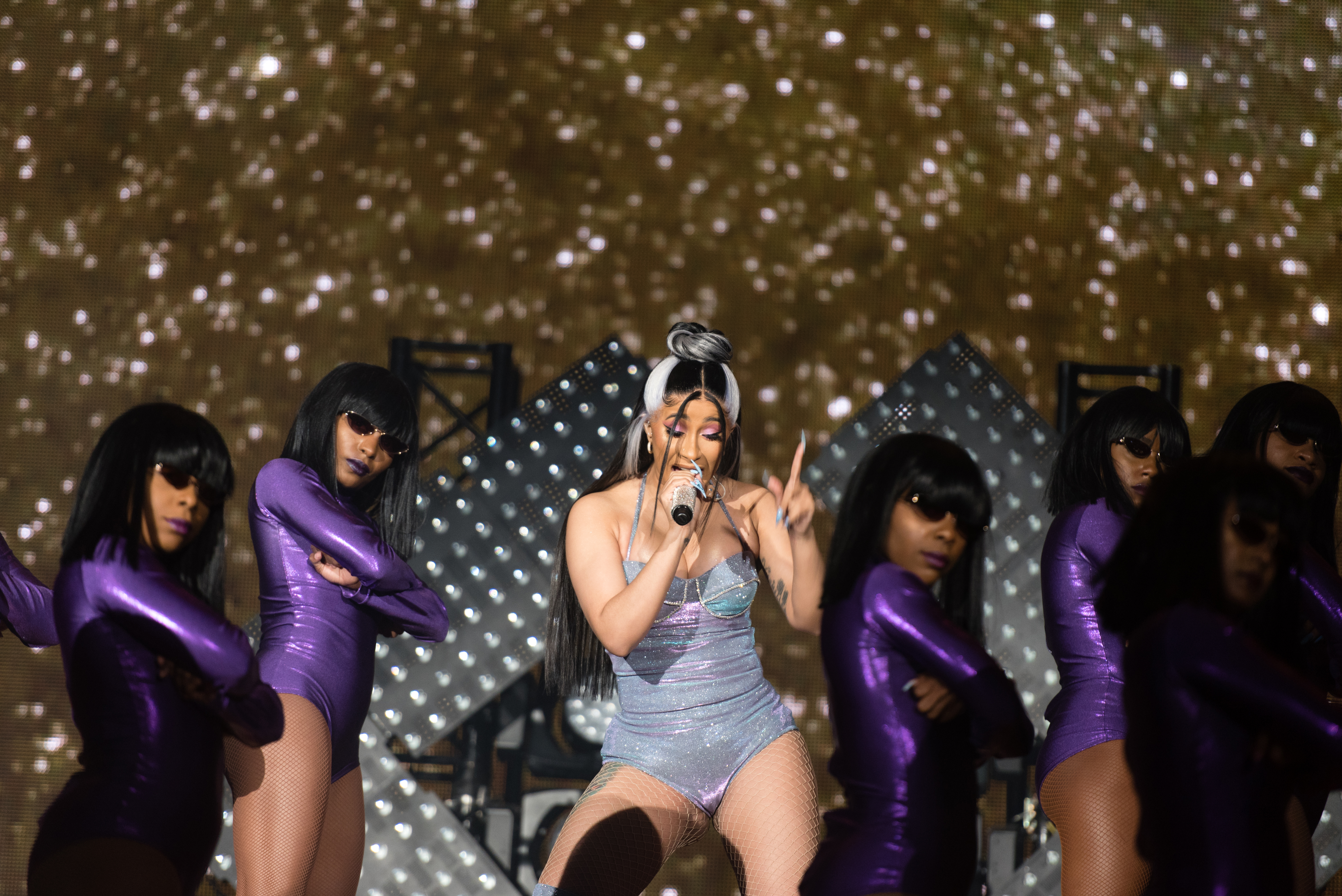
Cardi B se produit sur scène en juillet 2019.

Cardi B a reçu cinq nominations aux Grammy Awards 2019, dont pour l'album de l'année, le meilleur album de rap et l'enregistrement de l'année (I Like It). Elle est devenue la troisième rappeuse à être nommée pour l'album de l'année, après Lauryn Hill (1999) et Missy Elliott (2004). Le 10 février 2019, elle se produit sur la scène lors de la cérémonie, où elle porte trois looks vintages de Thierry Mugler pendant la télédiffusion et est devenue la première rappeuse à remporter le prix du meilleur album de rap en tant qu'artiste solo. En ce qui concerne un autre événement d'honneur, Cardi B a dominé les nominations aux Billboard Music Awards 2019, avec vingt et une nominations, le plus grand nombre de nominations en une seule année par une femme et le troisième plus grand nombre de nominations en une année (derrière Drake et The Chainsmokers, qui en avaient 22 en un an). Elle a fini par gagner six prix, comprenant le Top Hot 100 Song, apportant à sept le total de ses victoires durant sa carrière — le plus grand nombre pour une rappeuse dans l'histoire. Un article d'Omaha World-Herald la qualifiait de « plus grand rappeur du monde ».
Le 15 février 2019, Cardi B sort Please Me, sa deuxième collaboration avec Bruno Mars, qui est devenue sa septième chanson à entrer dans le top 10 du Hot 100, atteignant la position numéro trois, comme leur précédente collaboration en 2018. La chanson a marqué la deuxième collaboration de Cardi et Bruno, après Finesse en 2018. Le clip officiel est sorti deux semaines plus tard. Le 1er mars, Cardi a établi un nouveau record de spectateurs au Houston Livestock Show and Rodeo, avec 75 580 fans dans le public. Avec Backin 'It Up, Twerk et Money, Cardi devient la première artiste féminine à occuper les trois premières places des charts Billboard Mainstream R & B / Hip-Hop airplay. Son single suivant intitulé Press a été publié le 31 mai 2019. Le clip musical étiqueté avec avis parental a marqué ses débuts en tant que codirectrice et a été publié le 26 juin 2019. La chanson a débuté à la 16ème place sur le Hot 100, soit le début le plus haut pour une chanson d'une rappeuse solo ces 8 dernières années. Elle a fait sa première performance avec cette chanson au BET 2019 Awards, où elle remporte deux prix, dont celui pour l'album de l'année. Au cours de l'été 2019, elle entame une tournée des arènes.
Cardi B a fait ses débuts au cinéma dans Queens réalisé par Lorene Scafaria, avec au casting Jennifer Lopez, Constance Wu ou encore Lili Reinhart. Le film est sorti le 13 septembre 2019, acclamé par la critique, en plus d'être un succès au box-office. Cardi B, avec Chance the Rapper et T.I., ont été confirmées comme juges pour la série Netflix Rhythm + Flow, une recherche de talents hip-hop en dix parties qui a commencé le 9 octobre 2019, qu'elle a également produite. Elle apparaîtra ensuite dans F9, sortit le 14 juillet 2021 en France, par Universal Pictures. En septembre 2019, Cardi B devient la rappeuse la plus certifiée de tous les temps dans le classement Top Artists (Digital Singles) de la RIAA, avec 37 millions d'unités certifiées, ce qui en fait également la huitième artiste féminine la plus certifiée. Forbes l'a reconnue comme l'une des rappeuses les plus influentes de tous les temps. En décembre 2019, Cardi B a entamé sa première tournée en Afrique, se produisant au Nigeria et au Ghana. Sa collaboration avec son mari Offset sur Clout a été nommée pour un Grammy Awards de la meilleure performance rap. Elle était la rappeuse la plus écoutée de 2019 aux États-Unis, selon Spotify. En mars 2020, Cardi B fait une vidéo où elle réagit sur la pandémie de coronavirus. DJ iMarkkeyz, un DJ de Brooklyn connu pour transformer des mèmes et des moments en ligne en chansons complètes, a créé un morceau, basé sur sa réaction intitulé Coronavirus, qui est devenu un mème Internet et a été publié sur les plateformes musicales. Netflix a annoncé le retour de Rhythm + Flow pour 2021.
Cardi B sort le single WAP avec la rappeuse américaine Megan Thee Stallion le 7 août 2020, en tant que single principal de son deuxième album studio à venir. La chanson a été acclamée par la critique et a été félicitée pour son fort message féministe, notamment sur la question de l'émancipation féminine. Le clip réalisé par Colin Tilley accompagnait la chanson elle-même et a battu le record du plus grand début en 24 heures pour une collaboration entièrement féminine sur YouTube. Elle est devenue la seule artiste de rap féminine à figurer en tête du classement mondial Spotify à plusieurs reprises. WAP fait ses débuts à la première place du classement Billboard Hot 100, permettant à Cardi B d'avoir son quatrième record aux États-Unis, étendant son record de rappeuse avec le plus de singles numéro un et faisant d'elle la première rappeuse à atteindre le sommet du Hot 100 sur deux décennies différentes (années 2010 et 2020). Avec 93 millions d'unités de streaming, c'est devenu la plus grosse première semaine de streaming pour une chanson, battant le record de tous les temps détenu par 7 Rings d'Ariana Grande. WAP a passé quatre semaines au sommet du Hot 100. Le single a également passé plusieurs semaines au sommet des charts dans sept autres pays, dont l'Australie et le Royaume-Uni. Neil Shah du Wall Street Journal a considéré WAP comme étant « un grand moment pour les rappeuses » et « un signe historique que les femmes font leur marque sur le hip-hop comme jamais auparavant ». La chanson est devenu le premier single numéro un de la première édition du Billboard Global 200. WAP est devenue la meilleure chanson de l'année des critiques selon une compilation de classements établi par la BBC, avec des publications telles que Pitchfork et Rolling Stone la plaçant au premier rang. Cardi B a remporté le Billboard Music Award de la meilleure artiste féminine de rap pour la troisième fois lors de la cérémonie de 2020. En décembre 2020, Cardi B est devenue la première rappeuse à être nommée Femme de l'année aux Billboard Women in Music Awards. Avec sa victoire pour "WAP" aux American Music Awards, elle est devenue le premier artiste à remporter plusieurs fois l'American Music Award pour la Chanson Préférée de Rap/Hip-Hop, grâce à sa victoire pour Bodak Yellow en 2018.
Le 5 février 2021, Cardi B sort UP, le deuxième single de son prochain album studio. Un clip pour le single est sorti en parallèle. La chanson a été saluée par le magazine NME pour son lyrisme et sa fraîche approche en tant que successeur de WAP. UP a fait ses débuts à la deuxième place du classement américain Billboard Hot 100, marquant le début le plus haut d'une chanson solo de rap féminin depuis Doo Wop (That Thing) de Lauryn Hill en 1998. La chanson a fait ses débuts au sommet du Rolling Stone Top 100, devenant à la fois le deuxième single numéro un et le deuxième début à la première place de Cardi B, ainsi que la première fois qu'une rappeuse fait ses débuts au sommet du palmarès avec une chanson solo. Cardi B est également devenue la première artiste féminine et premier artiste principal avec des débuts consécutifs au sommet du classement US Hot R&B/Hip-Hop Songs, et deuxième artiste en général après Drake en 2016. UP a atteint la première place du Billboard Hot 100 après sa performance aux Grammy Awards, faisant de Cardi B la seule rappeuse à atteindre la première place plusieurs fois avec des chansons solo, après Bodak Yellow, et a étendu son record en tant que rappeuse avec le plus de chansons numéro un sur le Hot 100, UP étant sa 5ème chanson à se placer au sommet des charts.
Cardi B a fait une apparition de dernière minute dans Big Paper, extrait de l'album de DJ Khaled Khaled Khaled sorti le 30 avril 2021. Cardi a reçu deux nominations pour le BET Award de la Vidéo de l'Année, pour les vidéos de UP et WAP, gagnant pour ce dernier. C'est la dixième fois qu'un artiste a deux vidéos nommées dans cette catégorie, et la deuxième fois pour elle, à la suite de ses nominations pour Money et Please Me en 2019. Elle a annoncé sa deuxième grossesse lors de la performance de sa collaboration avec Migos « Type Shit » lors de la cérémonie de 2021.

### Vie privée

#### Famille
Elle est la cousine de la rappeuse GloRilla.

#### Relation
Au début de l'année 2017, Cardi B commence à fréquenter le rappeur américain Offset, du groupe de hip-hop Migos. Le 7 avril 2018, Cardi B révèle qu'elle est enceinte de leur enfant lors du Saturday Night Live. Le 25 juin 2018, TMZ a trouvé une licence de mariage révélant que Cardi B et Offset s'étaient secrètement mariés en septembre 2017 dans leur chambre. Cardi B a ensuite confirmé cette révélation dans un article sur les réseaux sociaux. Le 10 juillet 2018, Cardi B donne naissance à son premier enfant, une fille nommée Kulture Kiari Cephus. En décembre 2018, elle annonce sur Instagram s'être séparée d'Offset. En février 2019, le couple fait une apparition publique pour les Grammys. Il l'a accompagnée sur scène lors de son discours d'acceptation du meilleur album de rap. En septembre 2020, elle entame une procédure de divorce qu'elle annule quelques mois plus tard. Le 4 septembre 2021, elle donne naissance à un petit garçon prénommé Wave Set Cephus. En décembre 2023, la chanteuse annonce sa rupture avec Offset. Elle l'annonce à ses abonnés via un live sur la plateforme Instagram. Le 1er août 2024, elle annonce sur Instagram sa troisième grossesse ainsi que sa demande de divorce avec Offset. Elle annonce avoir accouché, toujours sur Instagram, le 7 septembre 2024 d'une fille prénommé Blossom.
Lors d'une interview en 2018, Cardi a parlé du fait d'être afro-latine et afro-caribéenne :

« Nous sommes des Antillais […] Certaines personnes veulent décider pour vous si vous êtes noir ou non, selon le teint de votre peau, car elles ne comprennent pas les Antillais ou notre culture. J'ai l'impression que les gens doivent comprendre ou obtenir un passeport et voyager. Je n'ai pas à te dire que je suis noire. J'attends de vous que vous le sachiez. Quand mon père m'a enseigné sur les pays des Caraïbes, il m'a dit que les Européens avaient pris le contrôle de nos terres. C'est pourquoi nous parlons tous des langues différentes […] Comme tout le monde, nous sommes venus ici de la même manière. Je déteste quand les gens essaient de me prendre mes racines. Parce que nous savons qu'il y a des racines africaines en nous. »

#### Sexualité
Cardi s'est exprimée sur le mouvement #MeToo et a déclaré avoir été victime d'agression sexuelle.
En 2021, l'artiste fit son coming out bisexuel.

## Talents artistiques

### Influences
Dans You Should Know de Billboard, Cardi B a déclaré que les premiers albums qu'elle avait achetés étaient ceux des artistes américains Missy Elliott et Tweet. Elle a crédité la rappeuse portoricaine Ivy Queen et l'artiste jamaïcain de dance hall Spice comme influences, ainsi que Lady Gaga, Lil' Kim, Madonna, et Selena.
Lorsqu'on lui a demandé quelle était la direction initiale de sa musique, Cardi B a déclaré dans une interview : « Quand j'ai commencé à rapper [...] j'aimais certaines chansons de Khia et Trina, et elles parlaient de bagarre dans leurs chansons. Je n'ai pas entendu de chansons de combats depuis très longtemps », attribuant aux deux rappeuses son style de rap agressif. Elle a poursuivi en disant : « beaucoup de filles ne peuvent pas s'offrir des escarpins rouges, beaucoup de filles ne peuvent pas s'offrir des voitures de sports [...] mais je sais que chaque fille a une rivalité avec une fille [...] Je sais que chaque chienne n'aime pas une chienne, et c'est sur ça que je veux faire du rap ».
Elle attribue également le fait d'avoir grandi dans le Bronx et des expériences de la vie réelle comme des inspirations pour ses compositions : « Je ne serais pas en mesure de rapper sur les choses que je rappe maintenant si je n'y avais pas grandi. »

### Style musical
Son premier album studio, Invasion of Privacy, est principalement un disque hip hop, qui comprend des éléments de trap, de musique latine et de R&B. Consequence of Sound a décrit son flow comme « acrobatique et agile ». Le rédacteur en chef d'AllMusic, David Jeffries, a qualifié Cardi B de « rappeuse brute et agressive dans le style de Lil'Kim et Foxy Brown ». Stereogum a appelé sa voix « un bêlement nasal corsé de New Yawk, le genre de chose que vous avez entendu si quelqu'un vous a déjà dit que vous étiez stupide d'avoir pris trop de temps à glisser votre MetroCard. » Ils ont continué à appeler sa voix « un klaxon de New York sans vergogne, bruyant et sensuel, qui se traduit parfaitement pour le rap ». Dans un article de Complexe publié en 2017 à son sujet, la rédactrice en chef a écrit : « Ne rien regretter ne suffit pas pour décrire le caractère totalement non filtré et pur de la personnalité de Cardi B. Elle est une fille de quartiers qui n'a pas peur d’être hood qu'importe la situation. Cardi B est Cardi B 24/7, 365/365, c'est pourquoi elle résonne avec les gens, et cette même énergie se dégage de sa musique. » Son flow a été décrit comme agressif. Elle possède un accent new-yorkais dominicain.
Cardi B a défendu ses paroles relativement intimistes — comme celles de la plupart des rappeuses contemporaines ; elle a déclaré que sa production « semble être ce que les gens veulent entendre » lorsqu'elle a fait face à des réactions négatives concernant sa chanson émotionnelle Be Careful. Elle a déclaré : « [Musique drill] est le genre d'artiste que j'ai toujours voulu être : j'aime rapper sur la rue et j'aime rapper sur ma chatte. J'en ai rien à foutre de ça. » Elle dit également que l'écriture et l'interprétation de chansons sur sa vie personnelle et ses relations lui avaient initialement causé un sentiment et une timidité « bizarres et inconfortables ».

## Autres projets
En février 2017, elle s'est associée à M.A.C et à Rio Uribe's Gypsy Sport pour un événement de la Fashion Week de New York. Lors d'une interview avec HotNewHipHop (HNHH) en avril 2017, Cardi B a parlé du rejet des créateurs de mode. Son apparition en avril dans la vidéo A-Z of Music d'i-D a été parrainée par le designer Marc Jacobs, et elle a fait la couverture du numéro d'été de juillet / août 2017 de The Fader. Le rouge à lèvres inspiré de Cardi B de Tom Ford, et nommé après elle, est sorti en septembre 2018. Il était indisponible à la vente en moins de vingt-quatre heures. En novembre 2018, elle s'est associée à Reebok pour promouvoir le sneaker Aztrek de la marque. Le même mois, elle sort une collection de vêtements avec Fashion Nova.
Cardi B s'est associé à Pepsi pour deux publicités télévisées, qui ont été diffusées pendant le Super Bowl LIII et les 61ème Grammy Awards. Début 2019, Cardi a également rejoint d'autres artistes hip hop (dont son mari Offset, du groupe Migos) pour sortir ses saveurs de snacks Rap Snacks: deux saveurs de chips et deux de pop-corn. Les illustrations des sacs ont été inspirées de la couverture de Invasion of Privacy. En partenariat avec Reebok, elle sort une collection de chaussures et de vêtements, inspirée de son style personnel et rendant hommage au « style classique des années 80 » et aux motifs.
Elle apparaît dans la série Cardi Tries via Facebook Messenger en décembre 2020, et étant également l'un des producteurs exécutifs.

## Image publique
Cardi B s'identifie comme une féministe. Le New York Times a écrit : « dans Love & Hip Hop: New York, certains téléspectateurs l'ont vue comme une héroïne de l'autonomisation des femmes, car elle a fait des déclarations telles que « Depuis que j'ai commencé à utiliser des gars, je me sens tellement mieux. Je me sens tellement puissante ». »

### Déclarations politiques
Cardi B a été qualifiée de "sans complexe, directement politique" et utilise souvent les réseaux sociaux pour défendre des causes auxquelles elle croit. Lors des primaires présidentielles de 2016, elle a averti ses fans des politiques d'immigration de Donald Trump et les a encouragés à voter pour le sénateur Bernie Sanders. Aux Grammy Awards en 2018, elle est apparue dans une vidéo avec Hillary Clinton pour raconter une partie de Fire and Fury, le compte d'initié de Michael Wolff sur l'administration de Trump, et a déclaré: "Pourquoi suis-je en train de lire cette merde? Je ne peux pas y croire. Je ne peux pas croire - c'est ainsi qu'il vit vraiment sa vie?" Au début de cette année là, elle utilise ses réseaux sociaux pour exiger la transparence sur la politique fiscale, demandant des informations détaillées sur la façon dont l'argent de ses contribuables est dépensé dans l'État de New York et critiquant l'entretien de ses rues, prisons et transports publics. Cardi B a de nouveau soutenu Sanders pour sa deuxième candidature à la présidence lors de l'élection présidentielle américaine de 2020, tout en félicitant le représentant américain Tim Ryan. Elle a également déclaré que l'une des raisons de son approbation était l'implication de longue date de Sanders dans le soutien aux minorités défavorisées et aux « personnes bénéficiant de l'assurance-maladie parce qu'il savait qu'elles n'avaient pas les moyens pour se l'offrir », tandis que le site web de Politico affirmait qu'elle « pourrait être l'une des alliés les plus puissantes de 2020 de Sanders ». Elle a également utilisé ses réseaux sociaux pour sensibiliser sur les victimes de violences policières et a encouragé les gens à voter pour les maires, les juges et les procureurs de district lors des élections locales. Lors d'une conversation avec le candidat démocrate Joe Biden pour Elle, ils ont discuté de l'assurance-maladie, des frais de scolarité gratuits et de l'égalité raciale. Selon une étude publiée par The Hollywood Reporter, Cardi B s'est classée au cinquième rang des célébrités les plus influentes et au quatrième rang parmi la génération Z pour l'élection présidentielle de 2020.
Elle a loué le président Franklin D. Roosevelt pour avoir plaidé pour le programme de sécurité sociale et le projet New Deal en général  et a déclaré son admiration pour l'humanitarisme et le plaidoyer de sa femme Eleanor Roosevelt pour les Afro-Américains. Elle a dit à propos de Franklin D. Roosevelt : « Il nous a aidés à surmonter la dépression, tout en étant en fauteuil roulant. Cet homme souffrait de polio au moment de sa présidence, et pourtant tout ce qui le préoccupait, c'était rendre l'Amérique grande – rendre l'Amérique grande une nouvelle fois pour de vrai. Sans lui, les personnes âgées n'auraient pas droit à la sécurité sociale. » Sanders lui-même a félicité Cardi B pour son « rôle de premier plan » lorsqu'elle a attiré l'attention sur la sécurité sociale. Lors de la fermeture du gouvernement fédéral américain en 2018-2019, elle a publié une vidéo sur Instagram, où elle déclarait : « Notre pays est un enfer en ce moment. »
Le 8 octobre 2020, Cardi B a publié un message sur son compte Instagram condamnant l'Azerbaïdjan pour avoir attaqué l'Artsakh (Nagorno-Karabakh), un territoire contesté, et a demandé à ses abonnés de faire un don à Armenia Fund, une organisation humanitaire qui soutient le développement de l'Arménie et les nécessiteux. Le lendemain, elle supprime le message et s'excuse, modifiant son message pour dire qu'elle était principalement en faveur de la fin de la guerre.

### Mode
Cardi a une prédilection pour les talons Christian Louboutin, qu'elle évoque dans sa chanson Bodak Yellow. Elle a également mentionné son goût pour les marques de mode bon marché et le prête-à-porter en déclarant : « Je m'en fiche si cela coûte 20 $ ou 15 $. Si ça me va bien, ça me va bien. » En novembre 2018, elle sort une collection de vêtements avec Fashion Nova. Cardi portait du vintage Thierry Mugler aux Grammy Awards 2019. Un article de Vogue a remarqué que Cardi B « est célèbre pour ses tenues – qu'elle porte du Mugler sur le tapis rouge, ou s'habille en Chanel tout en étant assise à un match de basket. » Ses manucures exagérées, conçues par la manucure Jenny Bui et parsemées de cristaux Swarovski, font désormais partie de son look signature.
En 2018, elle devient la première rappeuse aux États-Unis à apparaître sur la couverture de Vogue. Photographiée par Annie Leibovitz, elle y porte une robe Michael Kors rouge et blanche et des chaussures Jimmy Choo rouges assorties, tout en tenant sa fille, Kulture.
En 2019, le Council of Fashion Designers of America l'a inscrite sur sa liste des « 28 Black Fashion Forces ».

## Impact

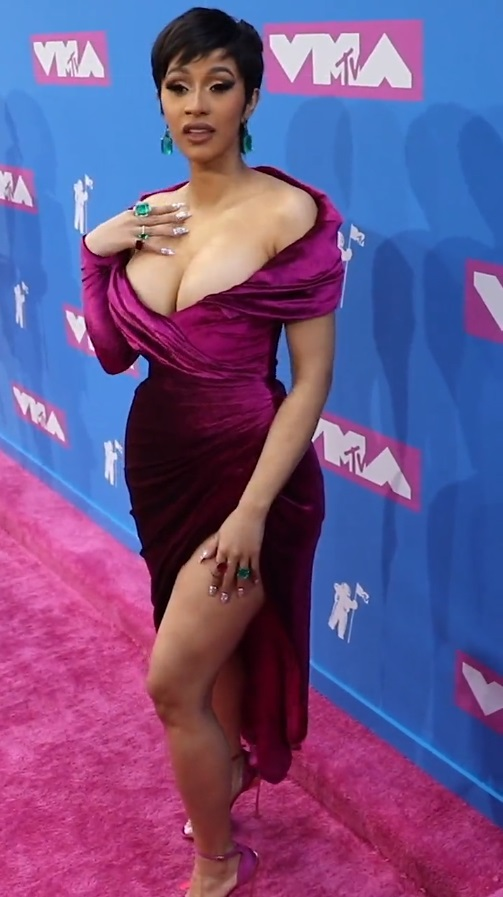
Cardi B aux Video Music Awards de 2018.

Plusieurs publications, dont ceux de Billboard, The Hollywood Reporter et Entertainment Weekly, l'ont appelée « Reine régnante du hip hop » depuis la sortie d'Invasion of Privacy. Un article d'Uproxx a noté Cardi B pour la promotion de rappeuse prometteuses ; « [elle] choisit d'utiliser sa position au sommet de la célébrité pour ouvrir des portes pour que d'autres femmes s'épanouissent dans le hip-hop à un niveau supérieur à tout depuis l'époque d'or et « Ladies First ». C'est quelque chose qui s'écarte de la tradition : pendant la décennie qui a précédé la montée précipitée de Cardi, il semblait que le hip-hop avait mis en place une règle concernant les femmes ». Le New Yorker lui a également attribué « le changement d'un genre qui a rarement permis à plus d'une superstar féminine à la fois ». Les rédacteurs de Billboard ont déclaré qu'avec le succès commercial de Bodak Yellow, « elle a laissé une marque ineffaçable à l'été 2017, non seulement parce qu'elle a réécrit l'histoire, mais elle a donné de l'espoir aux démunis... ». I Like It est devenue la première chanson trap latine à atteindre le numéro un sur le Hot 100, ce qui reflète « l'époque, le moment et la nouvelle ouverture du monde » vers la musique infusée espagnole dans les services de streaming selon le magazine.
NPR a défini « l'effet Cardi B » comme « un pouvoir de marque enraciné dans une authenticité spécifique, créée et imprégnée par la rappeuse Cardi B » et a remarqué qu'avec sa percée, « les marques ont finalement commencé à devenir branchées à [son] effet, remarquant les marqueurs culturels à l'extérieur du monde du rap qui prouvait que ça ne se limitait pas aux clubs, concerts et radio ». Le magazine Business Inc. a déclaré que son succès « montre comment les réseaux sociaux ont changé tout ce que nous savions sur le marketing et les médias traditionnels », qui ne repose plus sur « un plan de marketing bien pensé ou des millions de dollars en publicité ». Les articles de Vogue et du Daily Telegraph l'ont qualifiée d'« icône de la mode de notre temps ». En 2019, une sculpture grandeur nature d'elle était exposée au Brooklyn Museum, dans le cadre du Panthéon RapCaviar de Spotify. Bloomberg a rapporté que sa facture de données avait contribué à stimuler la croissance du PIB du Ghana en 2019, après qu'elle eut fait partie d'une tournée de concerts. Elle a inspiré la création de la sitcom Partners in Rhyme, réalisée par MC Lyte sur une jeune femme au lycée qui « aspire à être la prochaine Cardi B ». L'auteur-compositeur-interprète Rosalía l'a citée parmi ses influences.

## Distinctions

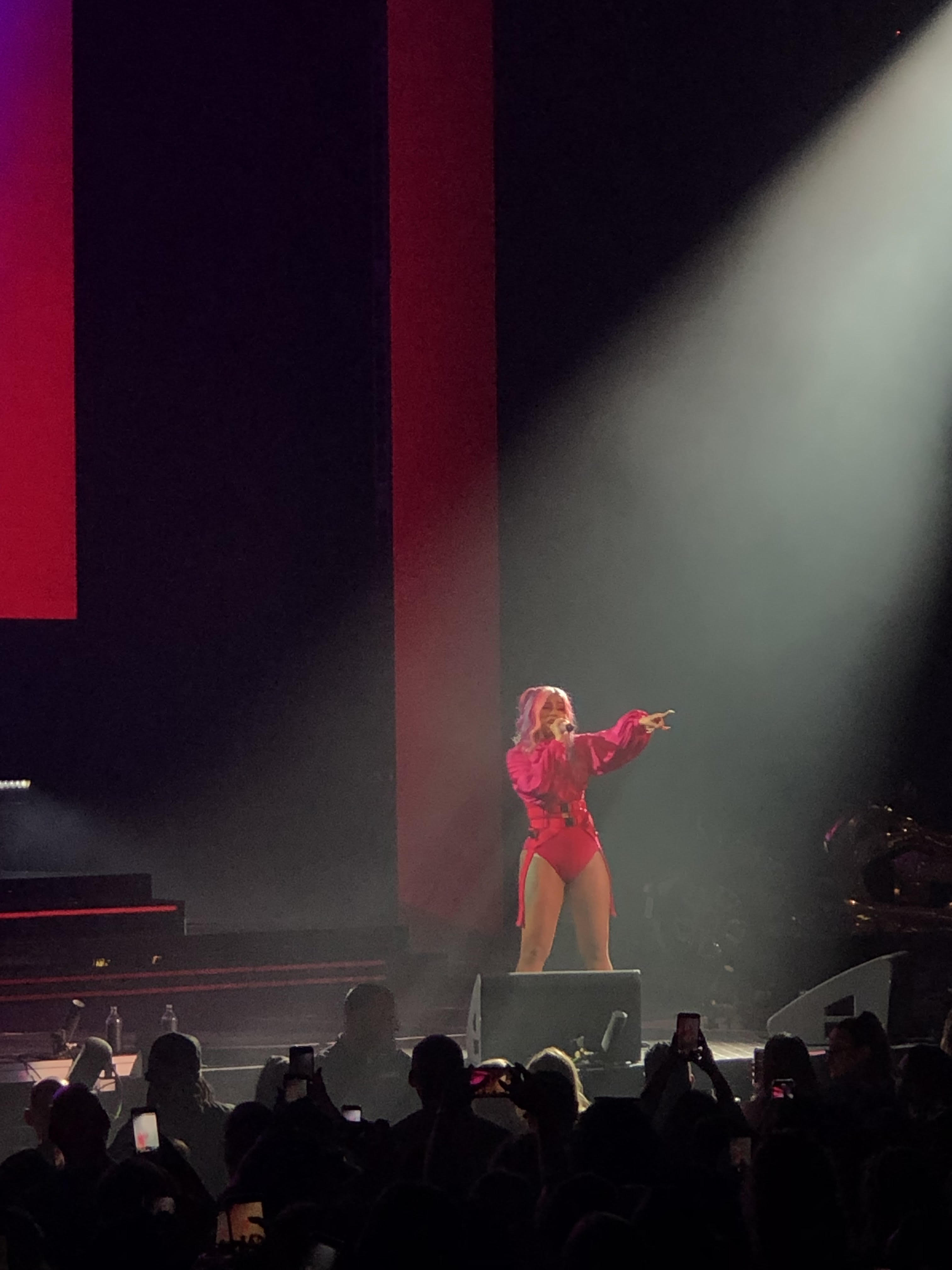
Cardi B au Pinnacle Bank Arena en 2019.

Cardi B a reçu de nombreuses distinctions, notamment un Grammy Awards, sept Billboard Music Awards, cinq Guinness World Records, quatre American Music Awards, quatre MTV Video Music Awards, quatre BET Awards et onze BET Hip Hop Awards. Time l'a inscrite sur leur liste annuelle des 100 personnes les plus influentes au monde en 2018. Elle a reçu le prix ASCAP de l'auteur-compositeur de l'année en 2019.
Cardi B est la rappeuse avec le plus de singles sur le Billboard Hot 100 numéro un (3) et celle avec le plus de semaines en première position (11). Bodak Yellow — certifié neuf fois disque de platine par la Recording Industry Association of America (RIAA) — est devenu le single le plus certifié d'une rappeuse. I Like It est devenue la première chanson avec une rappeuse en tant qu'artiste principale à dépasser le milliard de streams sur Spotify, ce qui en fait également la première femme dans le hip hop et la deuxième artiste féminine avec plusieurs chansons dépassant le milliard d'écoutes sur le service, avec un total de trois à ce jour. Invasion of Privacy était le meilleur album de rap féminin des années 2010 (38e meilleur album tout confondu), selon le classement de la décennie du Billboard 200. Il est également devenu l'album d'une rappeuse resté le plus longtemps sur le Billboard 200, et l'album le plus écouté d'une rappeuse sur Spotify. Invasion of Privacy — qui a fait d'elle la première rappeuse à remporter le Grammy Award du meilleur album de rap en tant qu'artiste solo — est devenu le premier album de rap féminin en quinze ans à être nommé pour un Grammy Award pour l'album de l'année. Rolling Stone et Billboard ont classé son premier album numéro 34 et 13 sur leurs listes de critiques des meilleurs albums des années 2010, respectivement, les deux rangs les plus élevés pour une rappeuse pour la décennie,.

## Polémiques
En 2018, Cardi B a provoqué une polémique après avoir jeté une de ses chaussures et tenté de se battre avec Nicki Minaj lors d'un after organisé par Harper's Bazaar pendant la Fashion Week de New York 2018. Elle a ensuite déclaré que Minaj avait auparavant « aimé » les commentaires faits par d'autres utilisateurs sur les réseaux sociaux, qui doutaient des capacités de Cardi B à prendre soin de sa fille nouveau-né. Cardi B a fait la une du numéro de printemps de Harper's Bazaar au début de 2019, la mettant en vedette dans une séance photo sur le thème de Cendrillon portant une robe rouge et laissant une chaussure derrière, ce que certains[Qui ?] ont trouvé similaire à l'incident.
Après la sortie de « Girls » en mai 2018, une collaboration avec Rita Ora, Bebe Rexha et Charli XCX dans laquelle elle avait un couplet, Cardi B a répondu aux accusations selon lesquelles la chanson banaliserait les relations LGBT ; elle a tweeté : "Nous n'avons jamais essayé de causer du mal ni eu de mauvaises intentions avec la chanson." Elle a ajouté : "J'ai moi-même eu des expériences avec d'autres femmes.

## Affaires judiciaires
Le 1er octobre 2018, Cardi B a accepté de rencontrer des enquêteurs dans un poste de police du Queens à New York, dans le cadre d'une attaque présumée qu'elle aurait ordonnée contre deux barmaids. Cardi B a nié toute implication par l'intermédiaire de son avocat. Elle a été accusée de deux délits : voies de fait et mise en danger imprudente. Cardi B s'est présentée devant le tribunal pour sa mise en accusation le 7 décembre 2018, après avoir refusé de se présenter à la date initialement prévue en raison d'un conflit d'horaire, selon son avocat. Le juge lui a ordonné d'éviter tout contact avec les deux barmaids. Elle a été libérée par le juge alors que les procureurs ont demandé que la caution soit fixée à 2 500 dollars. Le 21 juin 2019, un jury a inculpé Cardi B de 14 chefs d'accusation, dont deux chefs de voies de fait avec intention de causer de graves blessures physiques, résultant de l'incident. Elle a été interpellée le 25 juin 2019 et a plaidé non coupable de toutes les accusations.
Le 16 septembre 2022, après avoir finalement plaidé coupable, elle est condamnée pour cette agression à 15 jours de travaux d'intérêt général ainsi qu'une ordonnance d'éloignement de trois ans.

## Discographie

### Albums studio
- Invasion of Privacy (2018)
- Am I The Drama? (sortie prévue le 19 septembre 2025)[163]

## Filmographie
| An      | Titre                                  | Rôle                        | Remarques                                                                   |
| ------- | -------------------------------------- | --------------------------- | --------------------------------------------------------------------------- |
| 2015-17 | Love & Hip Hop: New York               | Elle-même                   | Casting principal, saisons 6 à 7                                            |
| 2015    | Uncommon Sense with Charlamagne        | Elle-même                   | Saison 1, épisode: 23                                                       |
| 2016    | Kocktails with Khloé                   | Elle-même                   | Saison 1, épisode: "Khloé Kardashian Spills the Tea"                        |
| 2017    | Being Mary Jane                        | Mercedes                    | Saison 4, épisode: "Getting Real"                                           |
| 2017    | Hip Hop Squares                        | Elle-même, panéliste        | Saison 1, épisodes: "Ray J vs Princess Love", "Jessica White vs Joe Budden" |
| 2018    | Saturday Night Live                    | Elle-même, invitée musicale | Épisode: " Chadwick Boseman / Cardi B"                                      |
| 2018    | The Tonight Show Starring Jimmy Fallon | Elle-même, coanimatrice     | Épisode: "Cardi B / John Mulaney"                                           |
| 2019    | Untold Stories of Hip Hop              | Elle-même                   | Épisode: "Cardi B & Snoop Dogg "                                            |
| 2019    | Rhythm + Flow                          | Elle-même, juge             | Netflix, également producteur exécutif                                      |

| An   | Titre              | Rôle    | Remarques |
| ---- | ------------------ | ------- | --------- |
| 2019 | Queens             | Diamond |           |
| 2021 | Fast and Furious 9 | Leysa   |           |

## Tournées

### Tête d'affiche
- 2019 Arena Tour (2019)[81]

### Second rôle
- The Lox - Filthy America. . . It's beautiful (2017)

## Voir également